# Kyōko Nakayama

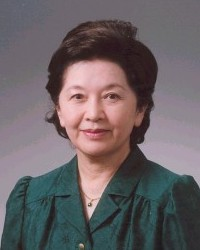
Kyōko Nakayama in ihrer Zeit bei der LDP

Kyōko Nakayama (jap. 中山 恭子, Nakayama Kyōko; * 26. Januar 1940 in der Präfektur Tokio) ist eine japanische Politikerin (LDP→Taiyō→Kokoro→Kibō). Sie war von 2007 bis 2019 Abgeordnete im Sangiin, dem Oberhaus des Nationalparlaments, für den nationalen Verhältniswahlkreis, und 2008 Ministerin im Kabinett Fukuda.

## Leben
Nakayama studierte französische Sprache und Literatur an der Universität Tokio, wo sie 1963 ihren Abschluss (BA) machte. 1964 wurde sie Beamtin im Außenministerium, zwei Jahre später wechselte sie in das Finanzministerium. Von 1975 bis 1978 arbeitete sie beim Internationalen Währungsfonds. 1993 verließ sie das Finanzministerium und war für sechs Jahre Vizepräsidentin der Japan Foundation, die sich im Auftrag der Regierung um internationalen Kulturaustausch bemüht. 1999 wurde sie zur Botschafterin in Usbekistan ernannt.
2002 kehrte Nakayama nach Japan zurück und arbeitete zunächst im Kabinettssekretariat zwei Jahre lang als Beraterin für die Entführungsfrage, im September 2006 wurde sie dann Sonderberaterin des Premierministers für die Entführungsfrage. Bei der Sangiin-Wahl 2007 bewarb sie sich erfolgreich für die Liberaldemokratische Partei (LDP) über den Verhältniswahlblock um ein Mandat. In der LDP schloss sie sich der Machimura-Faktion an. Im August 2008 ernannte Premierminister Yasuo Fukuda Nakayama zur Nachfolgerin von Yōko Kamikawa als Staatsministerin für die Bekämpfung des Geburtenrückgangs und für Geschlechtergleichstellung; zusätzlich erhielt sie im Kabinett die Zuständigkeit für die Entführungsfrage, die bisher beim Chefkabinettssekretär gelegen hatte. Im September 2008 ersetzte sie Fukudas Nachfolger Tarō Asō durch Yūko Obuchi, ernannte sie aber wieder zur Sonderberaterin.
Im Juni 2010 trat Nakayama aus der LDP aus und gemeinsam mit ihrem Ehemann der Tachiagare Nippon von Takeo Hiranuma bei, die 2012 in der Taiyō no Tō von Shintarō Ishihara, dann der Nippon Ishin no Kai aufging. Für diese trat sie bei der Sangiin-Wahl 2013 erneut im Verhältniswahlsegment an, erhielt 306.341 Stimmen und erzielte damit Listenplatz 2, der bei sechs Verhältniswahlmandaten insgesamt die sichere Wiederwahl bedeutete. Im Sommer 2014 schloss sie sich bei der Spaltung der Ishin no Kai der Jisedai no Tō (später umbenannt) von Shintarō Ishihara und Takeo Hiranuma an.
Nakayamas Ehemann, Nariaki Nakayama, ist Kibō-Abgeordneter im Shūgiin und war im 2. umgebildeten und 3. Kabinett Koizumi Minister für Bildung, Kultur, Sport, Wissenschaft und Technologie sowie einige Tage Minister im Kabinett Asō.
Im September trat Nakayama aus der Nippon no Kokoro aus und schloss sich der Kibō no Tō von Yuriko Koike an. Im April 2019 kündigte Nakayama an, sich aus der aktiven Politik zurückziehen zu wollen und trat bei der Sangiin-Wahl 2019 nicht mehr an.